# Strangalia splendida
Strangalia splendida là một loài bọ cánh cứng trong họ Cerambycidae.